# Ес-Саура (район)
Ес-Саура (араб. الثورة) — район (мінтака) у Сирії, входить до складу провінції Ракка. Адміністративний центр — м. Ес-Саура.
Адміністративно поділяється на 3 нохії.
| Сирія | Це незавершена стаття з географії Сирії. Ви можете допомогти проєкту, виправивши або дописавши її. |